# The New Soulmen
The New Soulmen byla slovenská rocková skupina založená Dežem Ursinym po zániku The Soulmen v roce 1968. Působila až do roku 1969. Skupina udělala několik rozhlasových nahrávek, ale neměla ani jedno koncertní vystoupení.

## Obsazení
- Dežo Ursiny - kytara, zpěv
- Ján Lehotský - klávesové nástroje, zpěv
- Fedor Letňan - basová kytara
- Peter Mráz - bicí nástroje